# ブリ (チャガタイ家)
ブリ（Büri ? - 1252年）は、モンゴル帝国の皇族。チンギス・ハーンの次男であるチャガタイの長男モエトゥケンの息子。『世界征服者史』『集史』などでは بورى Būrī、『元史』では不里、孛里。『元朝秘史』では不舌里と表記される。

## 概要
オゴデイの命令で西征が開始されると、バトゥに従ってチャガタイ家からは叔父のバイダルとともに参加した。このときの勝利の宴席で、バトゥを侮辱する言葉を放った。
モンケが即位した後、宴席での侮辱の報復としてバトゥによって殺害された。

## 子息・子女
『集史』チャガタイ・ハン紀諸子表によれば、ブリには息子が5人いたという。また、『五族譜』のチャガタイ家条によれば、ブリにはオルジェタイ（اولجه تاى Ūlja-tāī）という娘がおり、彼女はフレグの十一男モンケ・テムルの妃であったという。

## 家系
- チャガタイ（Čaγatai >察合台,cháhétái／چغتاى Chaghatāī）
  - モエトゥケン （Mö'etüken >مواتوكان Muwātūkān ）
    - ブリ (Buri >不里／بورى Būrī)
      - アビシュカ (Abišqa >ابيشقه Abīshqa)
      - 威遠王アジキ (Aǰiqi >阿只吉,āzhījí／آجيقی,Ājīqī)
      - カダカイ・セチェン(Qadaqai sečen >قداقی سچان,Qadāqaī Sachān)
        - ナリク (Naliqu >تالیقو,Nālīqū)
        - ブク (Buqu >بوقو,Būqū)
        - ブカ・テムル (Buqa Temür >بوقا تیمور,Būqā Tīmūr)
        - ブカ (Buqa >بوقا,Būqā)

      - アフマド (احمد,Aḥmad)
        - ババ大王(Baba>八八,bābā／بابا,bābā)
          - ハビル・テムル王(Habil-temür>合賓帖木児?,hébīn tiěmùér／,hābīr tīmūr)
          - カビル・テムル王(Qabil-temür>合賓帖木児?,hébīn tiěmùér／,qābīr tīmūr)
          - ユルトゥズ・テムル王(Yultuz-temür>允禿思帖木児,yǔntūsī tiěmùér／,yūldūz tīmūr)

        - シャーディー(『集史』:ساتی,sātī／『ヴァッサーフ史』:شادی,šādī)
          - 越王トレ(Töre oγul>禿剌,tūlá／تولا اغول,tūlā aghūl)
            - 豫王アラトナシリ(Aratnaširi>阿剌忒納失里,ālátènàshīlǐ)
            - 西安王ダルマ(Darma>答児麻,dāérmá)

      - エブゲン (Ebügen>ابوكان,Abūkān)